# Stanley and Livingstone
Stanley and Livingstone is een Amerikaanse avonturenfilm uit 1939 onder regie van Henry King en Otto Brower. De film werd destijds in Nederland uitgebracht onder de titel Stanley en Livingstone.

## Verhaal
Wanneer de Britse journalist Henry M. Stanley terugkeert naar zijn blad in New York, wordt hij door zijn chef naar Afrika gestuurd om de vermiste ontdekkingsreiziger David Livingstone op te sporen. Ter plekke hoort hij geruchten over een blanke man in een dorp aan de oevers van het Tanganyikameer, die door de inboorlingen „dokter” wordt genoemd.

## Rolverdeling
| Acteur           | Personage                |
| ---------------- | ------------------------ |
| Spencer Tracy    | Henry M. Stanley         |
| Nancy Kelly      | Eve Kingsley             |
| Richard Greene   | Gareth Tyce              |
| Walter Brennan   | Jeff Slocum              |
| Charles Coburn   | Lord Tyce                |
| Cedric Hardwicke | David Livingstone        |
| Henry Hull       | James Gordon Bennett jr. |
| Henry Travers    | John Kingsley            |
| Miles Mander     | John Gresham             |
| David Torrence   | Mijnheer Cranston        |
| Holmes Herbert   | Frederick Holcomb        |
| C. Montague Shaw | Oliver French            |
| Brandon Hurst    | Henry Forrester          |
| Hassan Said      | Hassan                   |
| Paul Harvey      | Kolonel Grimes           |